# Цедидла, Мартин
Ма́ртин Це́дидла (чеш. Martin Cedidla; род. 22 ноября 2001) — чешский футболист, защитник клуба «Яблонец».

## Клубная карьера
Цедидла — воспитанник клуба «Злин». 27 апреля 2019 года в матче против «Млады-Болеслав» он дебютировал в Первой лиге. 27 января 2021 года в поединке против пражской «Славии» Мартин забил свой первый гол за «Злин». 

## Международная карьера
В 2023 году Цедидла в составе молодёжной сборной Чехии принял участие в молодёжном чемпионате Европы в Румынии и Грузии. На турнире он сыграл в матче против команды Англии.